# Pyrgos, Cypern
Pyrgos är en ort i Cypern. Den ligger i distriktet Eparchía Lemesoú, i den sydöstra delen av landet, 50 km söder om huvudstaden Nicosia. Pyrgos ligger 83 meter över havet och antalet invånare är 1 407. Den ligger på ön Cypern.
Terrängen runt Pyrgos är kuperad norrut, men söderut är den platt. Havet är nära Pyrgos söderut. Närmaste större samhälle är Limassol, 14,7 km väster om Pyrgos.